# 汉斯·马沙雷克

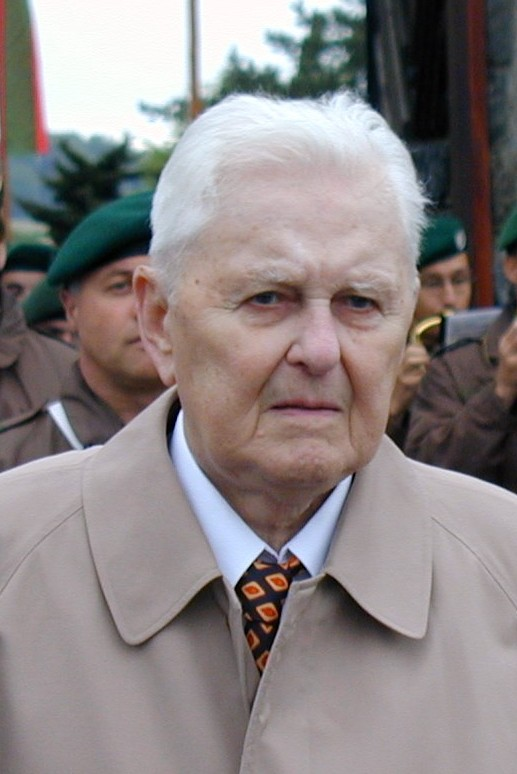
汉斯·马沙雷克

汉斯·马沙雷克（Hans Maršálek，1914年7月19日—2011年12月9日）是一位奥地利排版师、政治活动者、侦探、历史学家，还可能是苏联间谍。他是个社会主义者，曾参与第二次世界大战抵抗运动，被纳粹逮捕后被关进了毛特豪森-古森集中營。战后，他加入奥地利政治警察，追查过很多纳粹战犯，为最终将他们定罪做出了重大贡献。他还是毛特豪森集中营编年史的一位主要编者，参与了毛特豪森纪念博物馆的创办工作，亦曾出版过几部著作。长期有人怀疑他是苏联间谍。後來揭露的文件指出，有理由相信他曾帮苏方绑架过至少四人，将其非法送至莫斯科，接受刑讯逼供。